# Береговой (Ейский район)
Берегово́й — посёлок в Ейском районе Краснодарского края. Входит в Ейское городское поселение.

## География
Расположен в непосредственной близости от города Ейска.

## Население
| 2002 | 2010 |
| ---- | ---- |
| 85   | ↘76  |